# Erdgeschichte Niederösterreichs
Die erdgeschichtliche Entwicklung Niederösterreichs lässt sich bis vor 1377 Millionen Jahren zurückverfolgen. In den vergangenen 500 Millionen Jahren war Niederösterreich zumeist vom Meer bedeckt. Erst mit dem Ende des Paratethys-Meeres und des Pannon-Sees endete vor 8 Millionen Jahren die jüngste marine Episode Niederösterreichs, bevor die Region zwischen 2,5 Millionen und 12.000 Jahren vor heute durch die Alpenvorlandgletscher der Quartären Kaltzeit überformt wurde.

## Präkambrium bis Jura

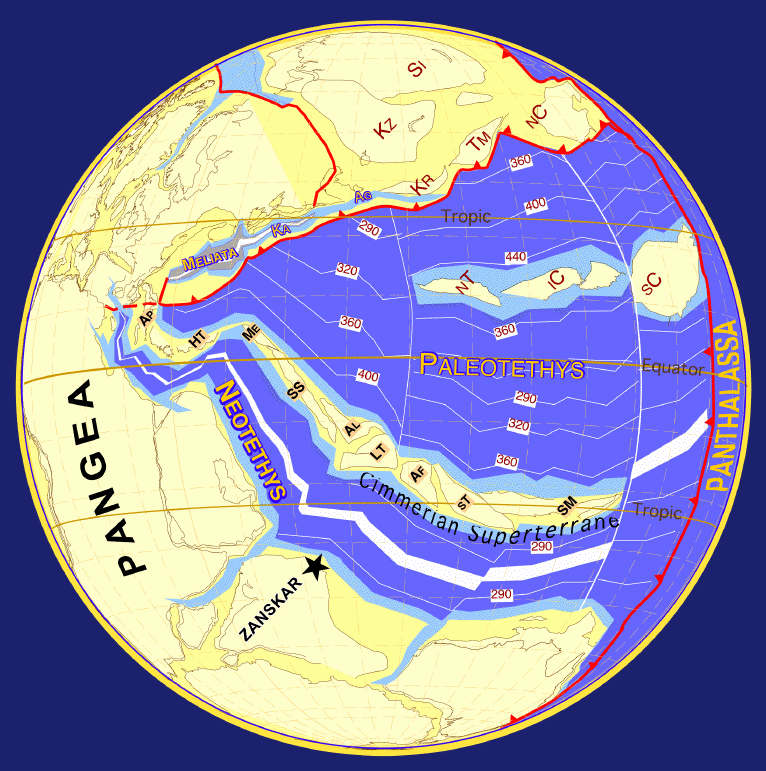
Der Tethys-Ozean um die Perm-Trias-Wende (ca. 252 mya).

Das erdgeschichtlich älteste Relikt in Niederösterreich ist der Dobra-Gneis in der Böhmischen Masse im Waldviertel – datiert auf 1377 mya – in dem aber noch keine Fossilien zu finden sind. Sie ist zugleich die älteste offen zutage liegende Gesteinsformation Österreichs.
Nur in der Umgebung der variszischen Zentral-Gneiskerne der Zillertaler Alpen und der östlichen Hohen Tauern befinden sich ebenfalls Teile des proterozoischen Superkontinents Rodinia von vor 1000 mya.
Im Erdaltertum (541 bis 252 mya) wurde das Gebiet des heutigen Niederösterreichs von den großen Kaledonischen und Variszischen Gebirgsbildungen erfasst, wovon in Niederösterreich heute vor allem die Gesteine der Böhmischen Masse (Waldviertel) zeugen. Durch die Variszische Gebirgsbildung wurden große Gesteinspakete in der Tiefe versenkt, schmolzen auf, stiegen empor und erstarrten als „Südböhmischer Pluton“, zu dem im Waldviertel beispielsweise der ausgedehnte Weinsberger Granit zählt. Das Gebiet der heutigen Alpen befand sich zunächst am der Küste vorgelagerten Meeresboden im Rheischen Ozean der südöstlichen Subduktionszone Laurussias, aus der sich zeitweise vulkanische Inseln – die Hun-Terrane – emporhoben. Durch die Variszische Gebirgsbildung wurden auch die (älteren) Gesteine der heutigen Alpen über den Meeresspiegel gehoben und in das tausende Kilometer lange Hochgebirgssystem inmitten des Superkontinents Pangaea einbezogen (die jüngeren Alpengesteine entstanden erst danach). Im späteren Paläozoikum (Erdaltertum) befanden sich das heutige Mittel- und Westeuropa als Teil von Pangaea in der tropischen Klimazone, das heißt in unmittelbarer Nähe des Äquators. Zu Beginn des Perms bei etwa 5° südlicher Breite gelegen, verschoben sich diese Gebiete im Laufe von 50 Millionen Jahren im Zuge der Kontinentaldrift in Richtung des 10. nördlichen Breitengrades. In dieser Zeit kam es zu einem relativ häufigen Wechsel von humiden (feuchten) und ariden (trockenen) Phasen.
Im frühen Erdmittelalter, der Trias (252 bis 201 mya), waren Niederösterreich und Wien zeitweilig eine Halbinsel in der Tethys, an der Bruchlinie zwischen Laurasia und Gondwana der auseinanderbrechenden Pangaea, etwa auf Höhe des Nördlichen Wendekreises. Ganz Mitteleuropa, bis auf die Variszischen Gebirge, war im Flachwasser, der Germanischen See und dem Alpinen Schelf (wo sich die Gesteine der späteren Nördlichen Kalkalpen ablagerten), versunken. Nachdem sich im Jura – 201 bis 145 mya – der Atlantik öffnete, versank auch Niederösterreich (mit Ausnahme des zur Vindelizischen Schwelle gehörenden Waldviertels) wieder im Meer und blieb dort bis in die Mittelkreide (100 mya), als die erste Phase der Alpidischen Gebirgsbildung begann.

## Kreide und Paläogen
In der Kreidezeit (145 bis 66 mya) begannen sich auf Grund der Kollision Afrikas mit Europa langsam die Alpen zu heben. In einer ersten Phase hoben sich die späteren Nördlichen Kalkalpen als Inselketten (vergleichbar der heutigen Dalmatinischen Küste), die von Gosaubecken voneinander getrennt waren.

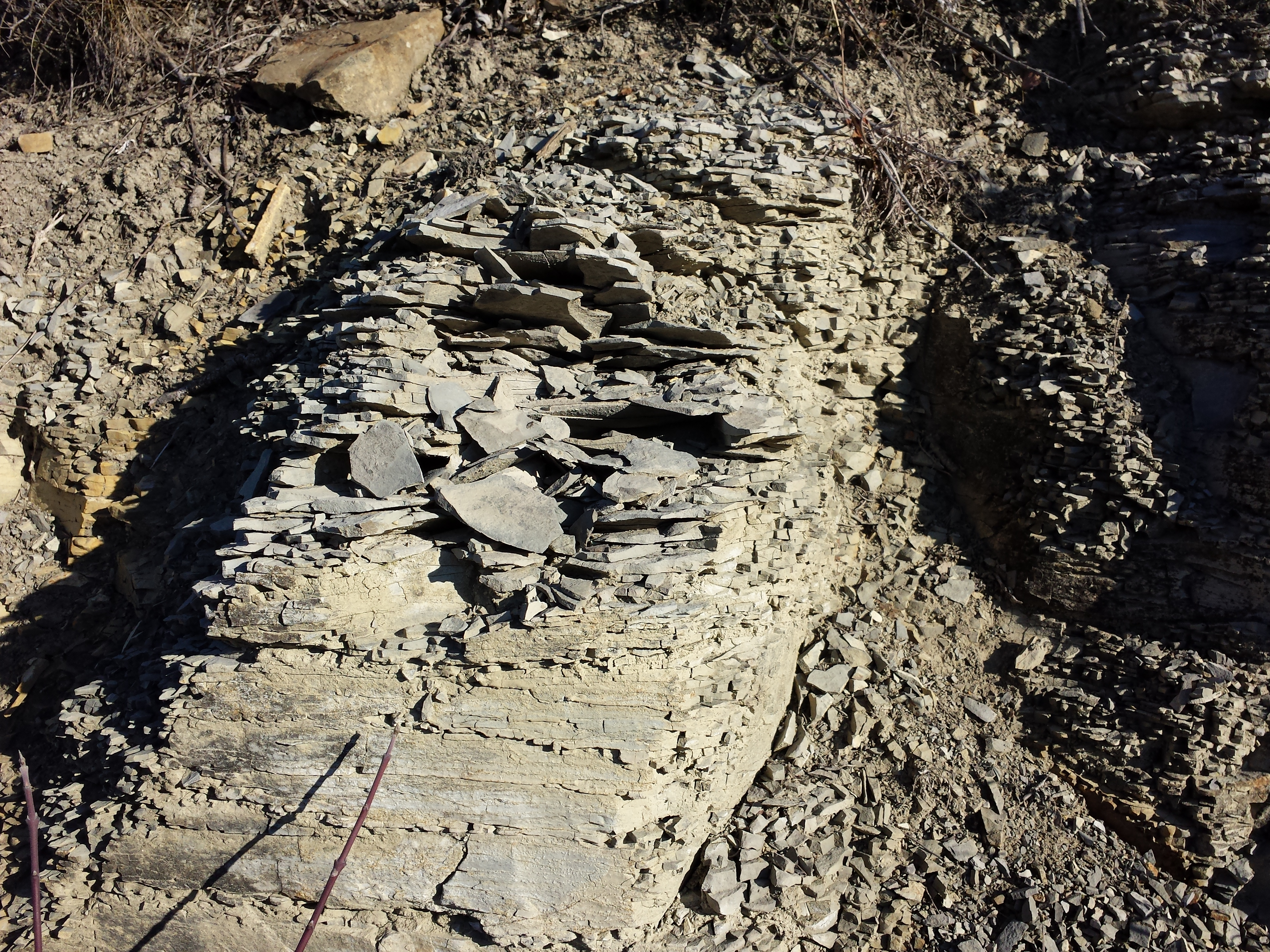
Flysch-Aufschluss am Bisamberg, Bezirk Korneuburg

Während am Nordrand des Mittelmeeres ausgedehnte Korallenriffe gediehen, breitete sich am Nordrand der entstehenden Alpen eine wesentlich eintönigere Fauna aus. In der engen Tiefseerinne, die sich nördlich der herandrängenden Alpen bildete, wurden schwarze Tone und untermeerische Sandströme abgelagert, die sich später zu Flyschgesteinen verfestigten und heute die Flyschzone aufbauen. Die Wasserzirkulation in der Tiefsee war schlecht und führte daher zu Sauerstoffmangel (Hypoxie) in tieferen Wasserschichten.
Etwa zur Zeit des Kreide-Paläogen-Übergangs (66 mya) bildeten sich erste Inseln auch in der Region des Penninischen Ozeans und des westlichsten Teils der sich schließenden Tethys.
Im Eozän und Oligozän, ab etwa 50 mya, wurde der nördliche Teil der westlichen Tethys durch die Auftürmung der alpidischen Gebirgsketten endgültig vom südlichen Teil getrennt, während die Flysch-Rinne geschlossen und die Flyschgesteine nun von den Kalkalpen nach Norden geschoben wurden. Der nördliche, von Ost nach West verlaufende Meerestrog wird als die Paratethys bezeichnet (der Südteil der ehemaligen westlichen Tethys entwickelte sich zum heutigen Mittelmeer).
Ende des Eozäns (34 mya) begannen das nördliche Vorland der Alpen und Teile der Böhmischen Masse unter der Last der im Süden durch Deckenbildung sich auftürmenden Alpen rasch abzusinken. Die Meeresbedeckung griff – vom Rhonegebiet nach Osten wandernd – bald auf das niederösterreichische Alpenvorland über, das nunmehr den westlichen Teil der Paratethys bildete, die zu dieser Zeit bis zum Kaspischen Meer reichte. Erodiertes Material, welches aus den jungen Alpen einerseits und aus der böhmischen Masse andererseits stammte, lagerte sich in Form von Lehm, Sand und Schotter in diesen westlichen Ausläufern der Paratethys, dem sogenannten Molassemeer, ab. Die ältesten Ablagerungen des Molassemeeres finden sich in Österreich im salzburgisch-oberösterreichischen Alpenvorland.
Im späten Paläogen (25 mya) fiel der westliche Teil des Molassemeeres vorübergehend trocken und reichte, dem heutigen Donaulauf folgend, östlich bis München, während der Abschnitt im heutigen Österreich noch vollständig von Meer bedeckt war.

## Miozän

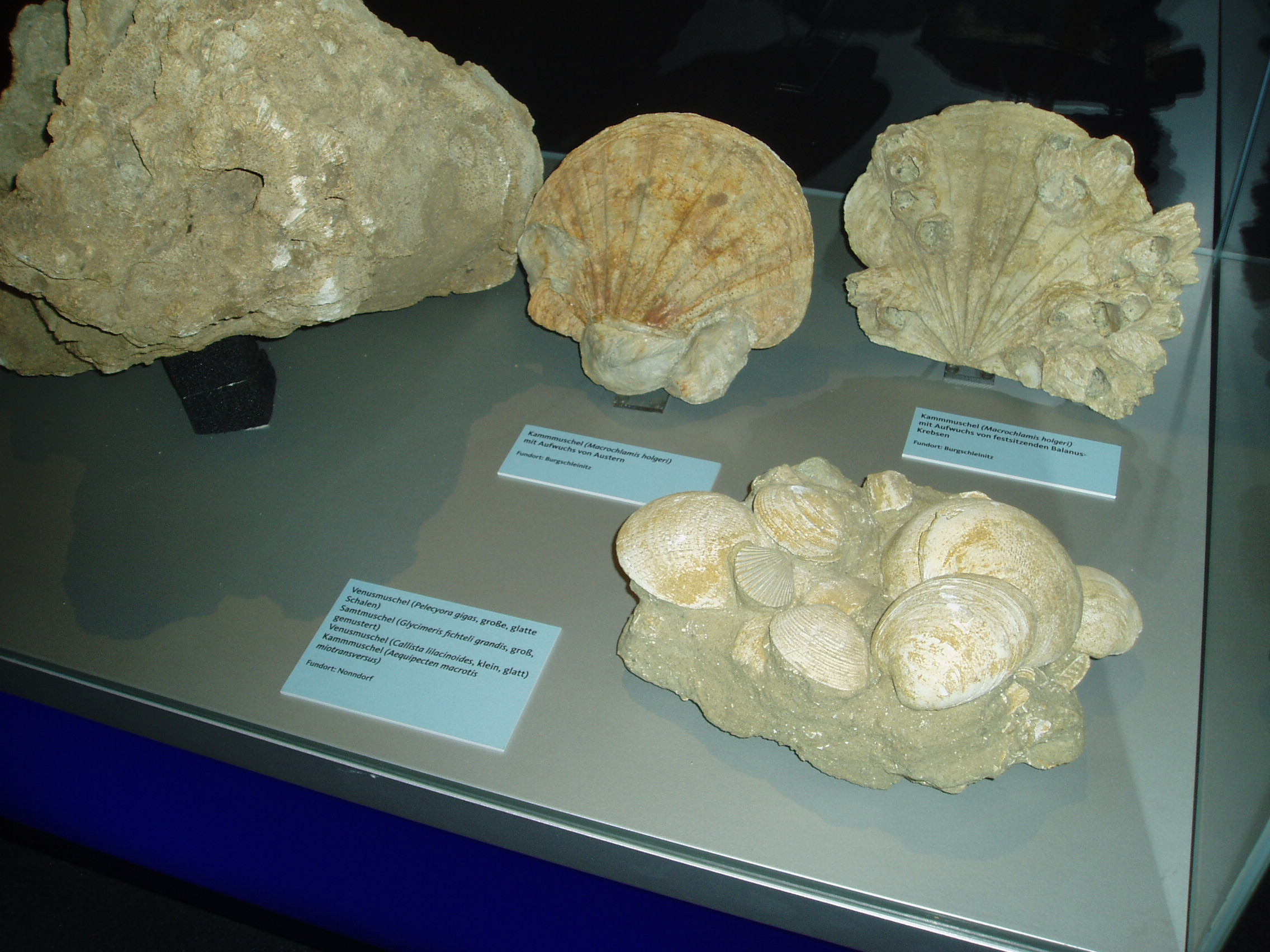
Kammmuscheln mit Austern und Krebsen, im Vordergrund Venus- und Samtmuscheln

Die Ablagerungen aus dem frühen und mittleren Miozän – 23 bis 13 mya – sind für Ostösterreich von besonderer Bedeutung, da aus dieser Zeit eine große Zahl besonders schöner Fossilien erhalten sind. Einige Zeitabschnitte dieser Epoche sind nach niederösterreichischen Orten benannt, in deren Umgebung die betreffenden Ablagerungen besonders vielfältig ausgeprägt und wissenschaftlich gut bearbeitet sind. So umfasst das Eggenburgium den Zeitabschnitt von 20,5 bis 19 mya, das Badenium die Zeit vor 16,5 bis 13 mya.
Der Übergang vom Oligozän (Ende des Paläogens) zum Miozän (Beginn des Neogens) erfolgte im Alpenvorland Österreichs ohne starke geologische Veränderungen. Daher gibt es für diese Übergangszeit eine eigene Bezeichnung – das Egerium (28 bis 20,5 mya) –, welche den Zeitabschnitt des jüngeren Oligozäns und des ältesten Miozäns umfasst. Im Egerium kam es bereits zu einer besseren Durchlüftung der tiefen Meeresbecken, aber erst mit dem Eggenburgium setzte eine neue Entwicklung ein.

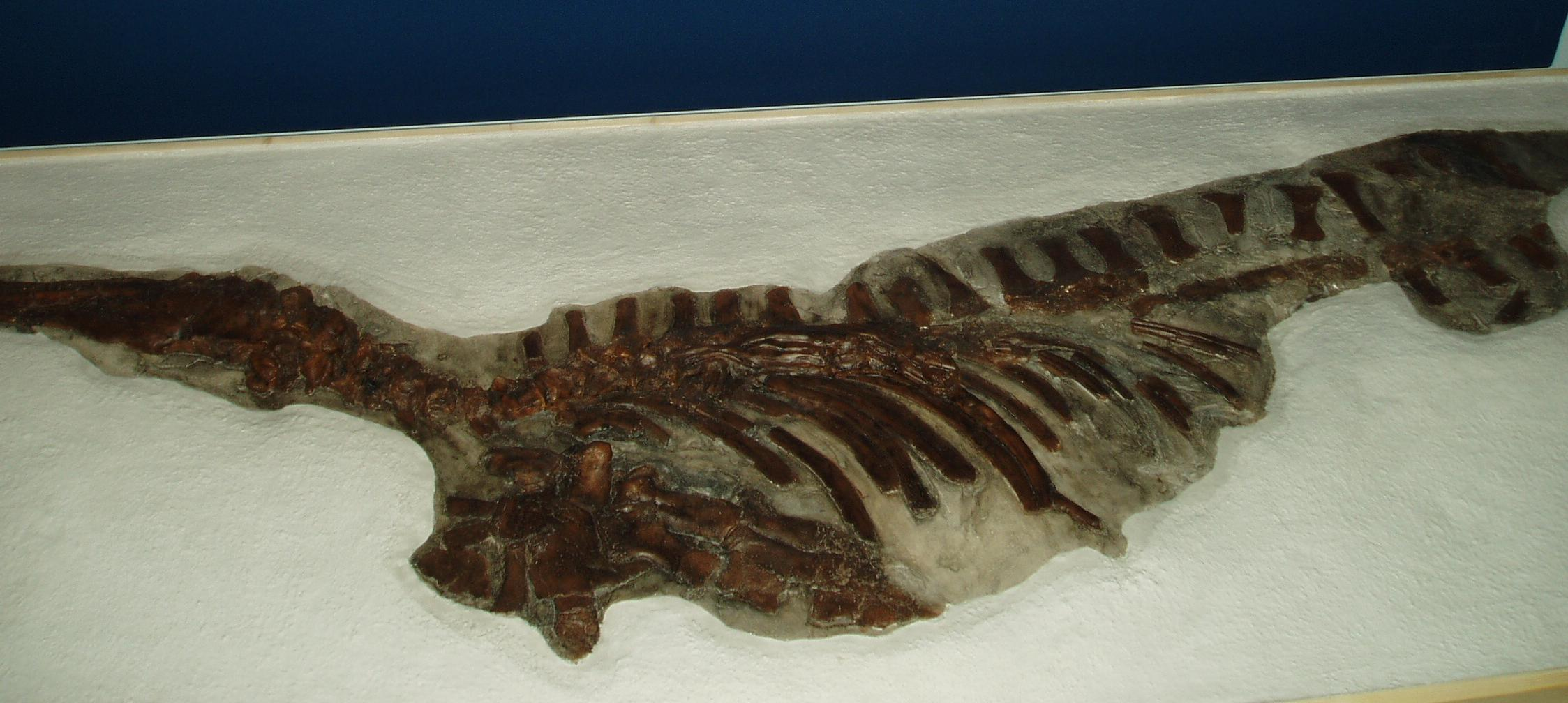
Delphin-Skelett, gefunden in Pucking bei Linz in Oberösterreich

Im frühen Miozän – etwa 23 bis 18 mya – öffnete sich ein breiter Seeweg über den heutigen Iran in den Indischen Ozean. Auf der Erde behinderten rund um den Äquator keine Festlandsmassen die Meeresströmungen. Durch diese ungehinderte zirkumäquatoriale Strömung begünstigt, kam es nach relativ kühlem Beginn im Klimaoptimum des mittleren Miozäns zu einem weltweiten Temperaturanstieg, wahrscheinlich auch mitbeeinflusst von den massiven Ausgasungen des Columbia-Plateaubasalts  (Hauptaktivität 16,7 bis 15,9 mya).  Diese Entwicklung zeigt sich auch in der Paratethys durch das plötzliche Vordringen von großen tropischen Muscheln; die entsprechende Zeitstufe wird nach den fossilreichen Sedimenten rund um Eggenburg Eggenburgium genannt.
Seichte Buchten und schroffe Felsküsten entlang der Böhmischen Masse boten einer Vielzahl mariner Organismen Lebensraum. Im Horner Becken drängte nun der Anstieg des Meeresspiegels das Süßwasser-Flusssystem des Urkamp, welches während des Oligozäns ausgebildet wurde, gegen Norden zurück. Auf einer nordsüdlich gerichteten, 10 km langen und 4 km breiten Fläche entstand ein Mischbereich zwischen Süßwasser und Meerwasser. Dieser Bereich war durch eine Vielfalt von Lebensräumen gekennzeichnet, deren Salzgehalt sich je nach Meeres- oder Süßwasservorstoß mehrmals änderte.

### Karpatium und Badenium

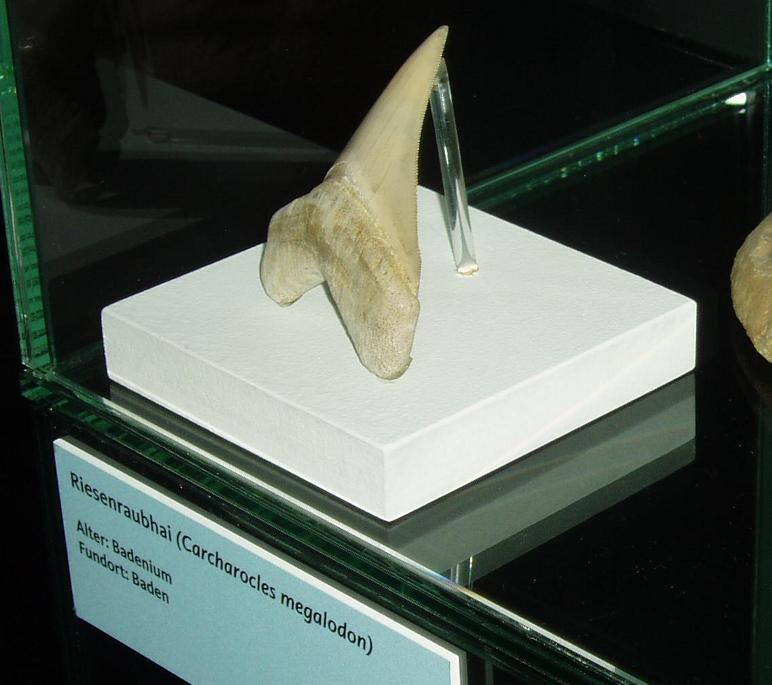
Fossiler Zahn des 15 bis 20 Meter großen Riesenhais Megalodon, gefunden in Baden bei Wien

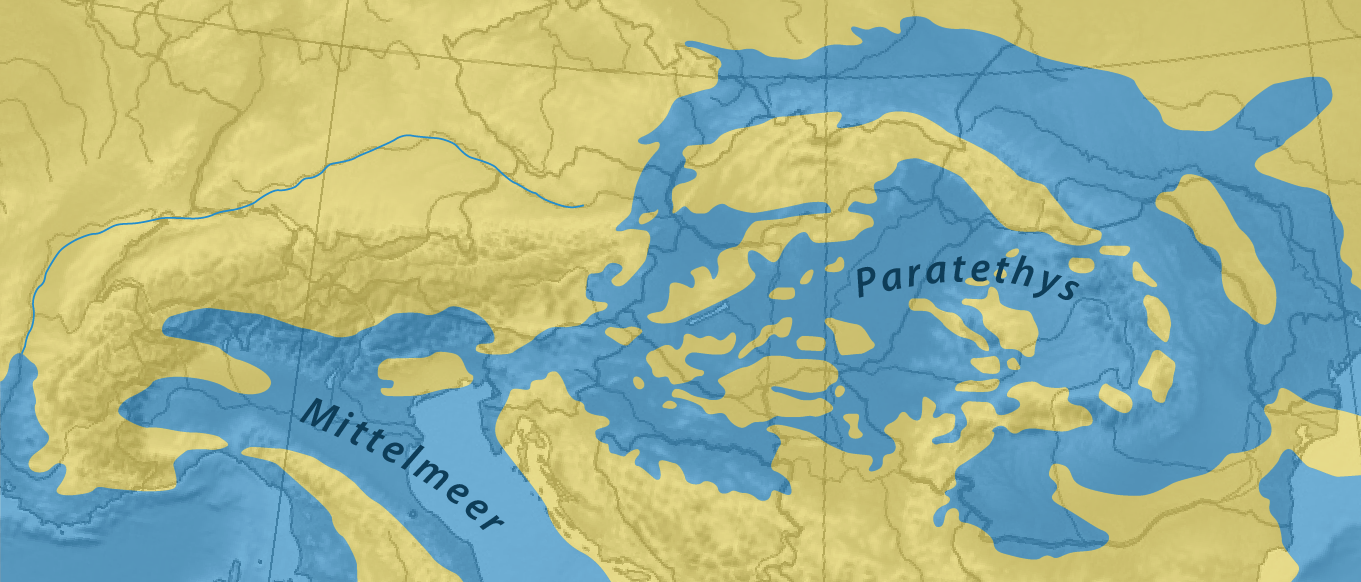
Karte Karpatium 17–13 Mio. Jahre

Nach einer Meeresrückzugsphase stieg während der Wärmephase im mittleren Miozän, dem Karpatium – 17 bis 16 mya –, der Meeresspiegel wieder an. Die Paratethys dehnte sich im Westen bis Niederösterreich aus und wurde im Osten durch den wachsenden Karpatenbogen begrenzt.
Rasch wurde dieser Teil der Paratethys wieder von Meerestieren besiedelt. Besonders gut sind die Ablagerungen dieser Zeit im Korneuburger Becken untersucht; über 650 Pflanzen- und Tierarten können hier nachgewiesen werden. In der Fossilienwelt Weinviertel ist unter anderem auch das größte zugängliche fossile Austernriff der Erde zu besichtigen. Auch die Landfauna zeichnete sich während des mittleren Miozäns durch eine große Artenvielfalt aus und umfasste in Zentraleuropa (einschließlich des nördlichen Alpenvorlands) unter anderem Schuppenkriechtiere, Gürtelechsen, Alligatoren und Schildkröten.
Auf Grund tektonischer Bewegungen kam es zwischen den Alpen und den Karpaten zu Zerrungen der Erdkruste, die Erdoberfläche senkte sich und es bildeten sich Zerrungsbecken, die tief in den Alpenkörper hineinreichten und vom Meer überflutet wurden. So bildeten sich das Wiener Becken und das Grazer Becken. Gleichzeitig entstand abermals eine Verbindung zum Mittelmeer.
Die Wassertemperaturen blieben im Badenium sehr warm, es bildeten sich kleine Fleckenriffe und Korallenteppiche. Kalkrotalgen bedeckten den seichten Meeresboden und säumten Untiefen und Inseln wie den Steinberg bei Zistersdorf oder das Leithagebirge; sie sind als weißer Leithakalk überliefert. Die tropischen Temperaturen und die breite Verbindung zum Mittelmeer und Indischen Ozean waren Voraussetzungen für die höchste Organismenvielfalt in der Paratethys. Die kaum überschaubare Zahl lässt vor dem geistigen Auge des Betrachters das Bild des heutigen Roten Meeres oder des Indischen Ozeans entstehen. Tatsächlich finden sich dort die nächsten Verwandten der Bewohner der Paratethys noch heute.

### Sarmatium und Pannonium

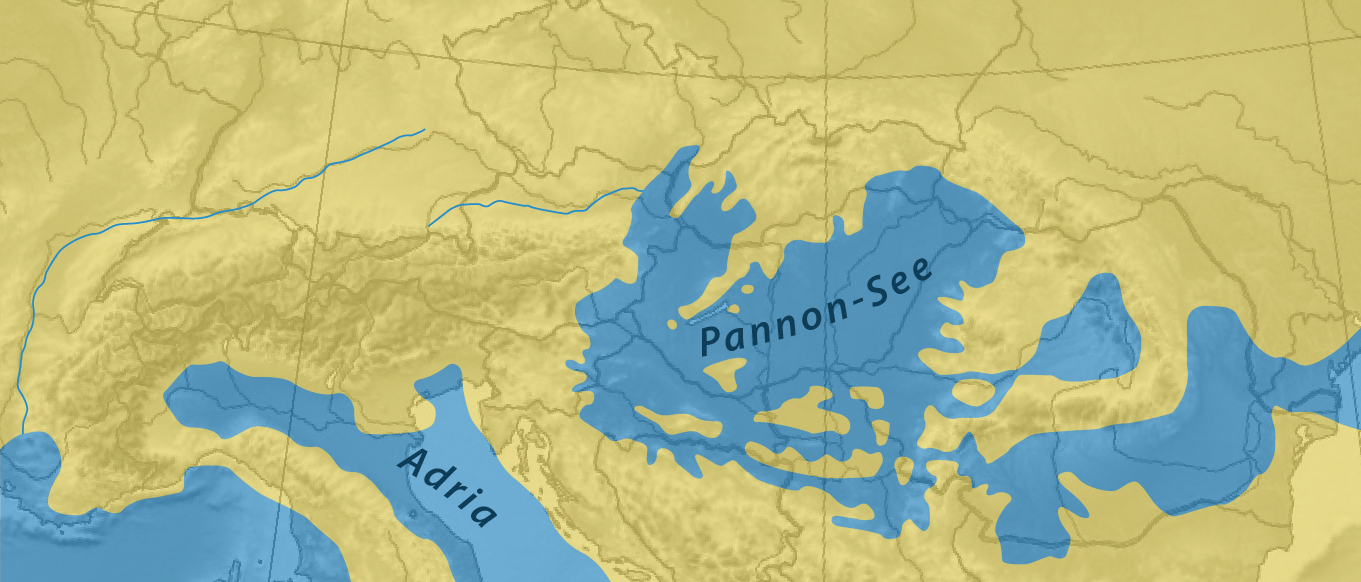
Karte des Pannon-Sees vor etwa 11,5 Mio. Jahren

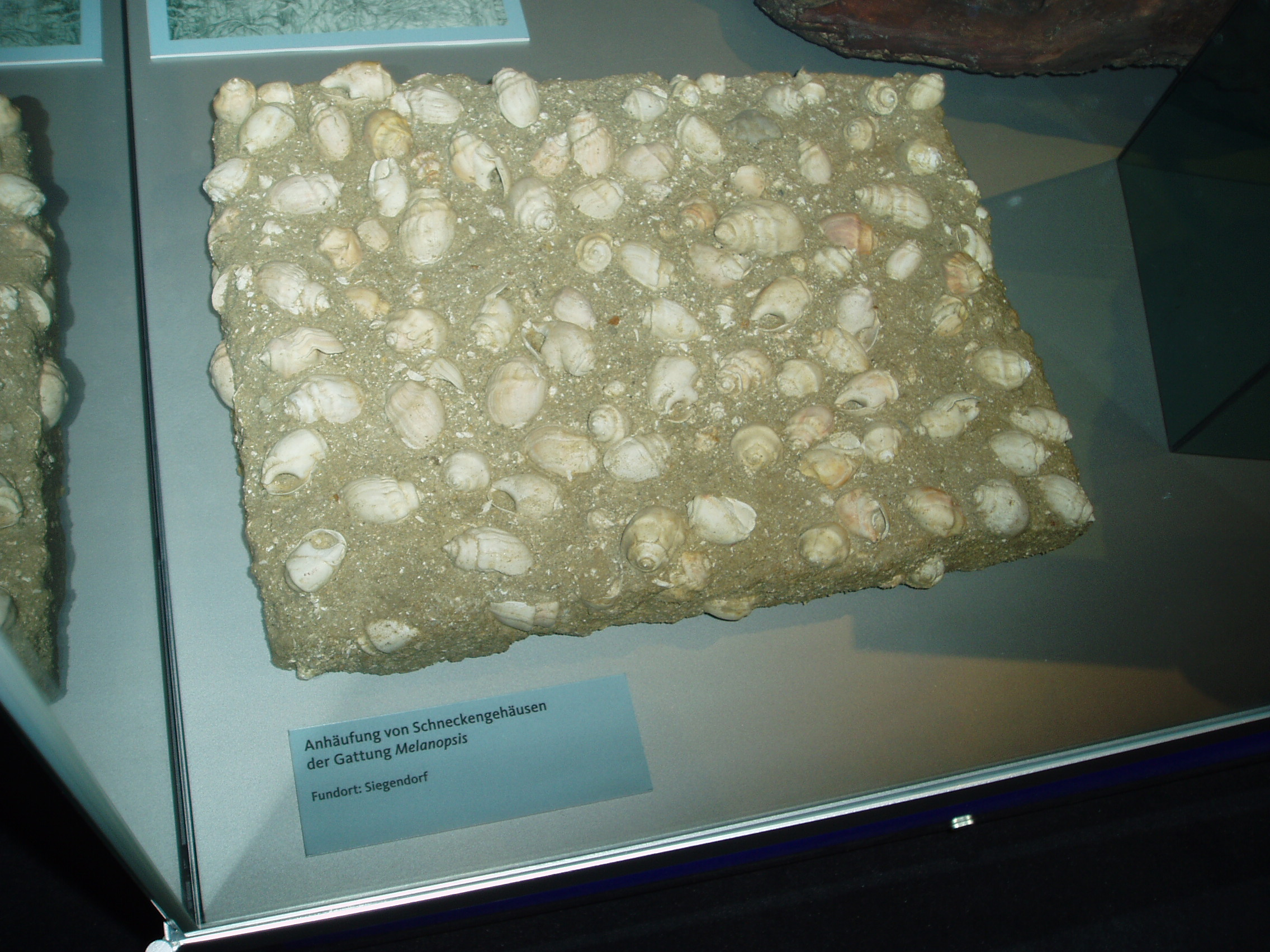
Schnecken aus Siegendorf im Burgenland

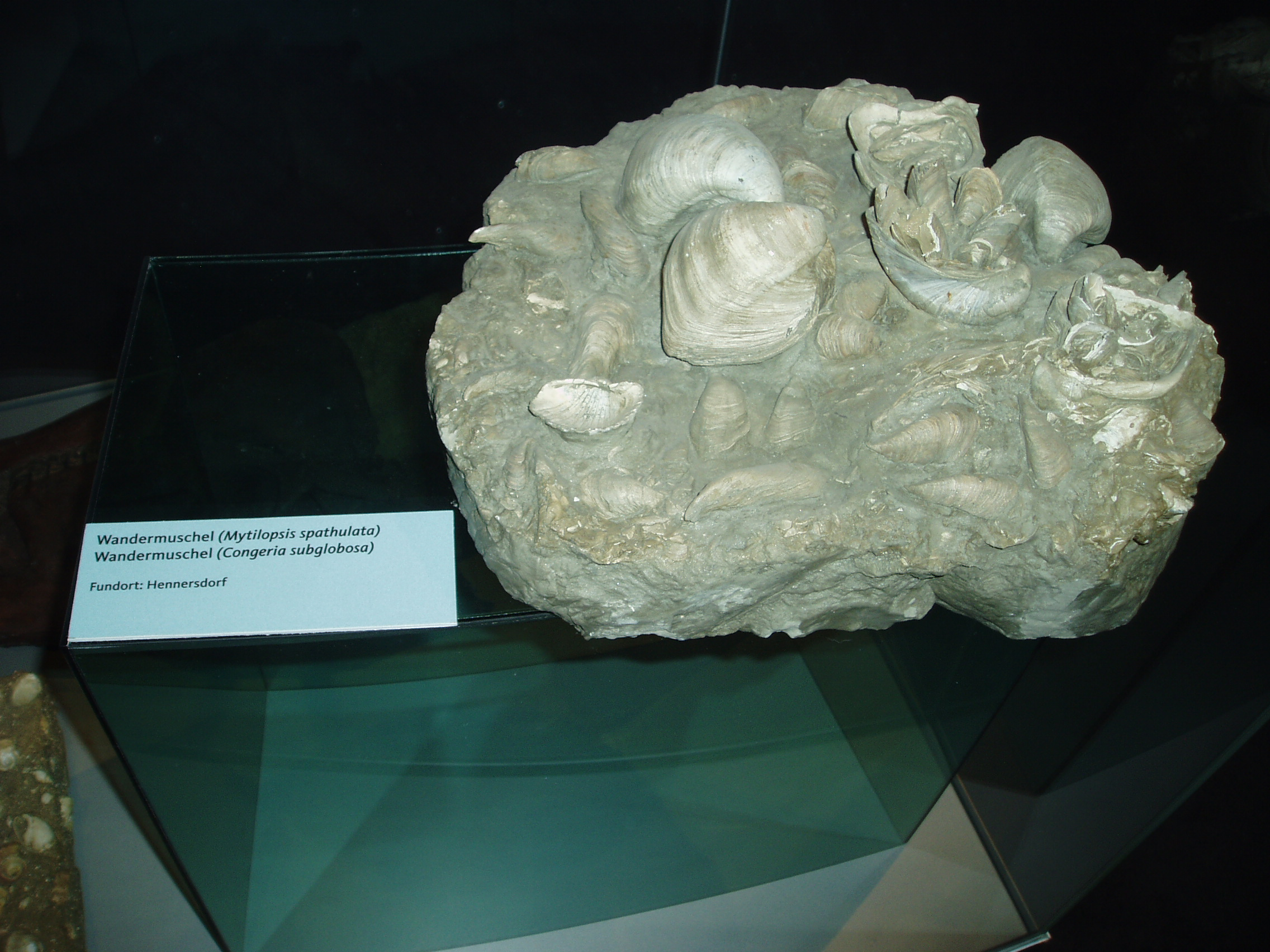
Dreikantmuscheln aus Hennersdorf bei Mödling

Am Übergang von mittleren zum jüngeren Miozän, dem Sarmatium – 12,7 bis 11,6 mya –, kam es zuerst bei 12,5 mya zu einer kurzzeitigen Meerestransgression, ehe in der Folge die Paratethys erneut von den offenen Ozeanen abgeschnitten wurde. Das nun isolierte Binnenmeer reichte vom Wiener Becken bis zum Aralsee. Durch den eingeschränkten Wasseraustausch mit dem Mittelmeer erhöhte sich die Alkalinität deutlich, sodass ein Großteil der marinen Organismen verschwand. Nur sehr wenige anpassungsfähige Tierarten überlebten diese Krise.
Aus dem kümmerlichen Rest der einstigen Fülle entwickelten sich im Pannonium – 11,6 bis 7,2 mya – lediglich etwa 120 Arten, welche die vielen ökologischen Nischen des großen Binnenmeeres besiedelten.
11,5 mya zog sich das Paratethys-Meer weit nach Osten zurück. Im Westen entstand stattdessen ein großer Brackwassersee, der Pannon-See. Die Aussüßung des Wassers führte zum Aussterben der sarmatischen Tierwelt. An ihre Stelle traten nun wenige Muschel- und Schneckenarten.
Die Dreikantmuscheln der Gattung Congeria fanden am schlammigen Seeboden kaum Konkurrenz durch andere Arten und breiteten sich in großer Individuenzahl aus. Ähnliches bei den Schnecken: Arten der Gattung Melanopsis drangen aus den Flussmündungen in die Uferzonen des Pannon-Sees vor. In kurzer Zeit entstanden aus den ursprünglichen Arten zahlreiche neue Formen, die ausschließlich im Pannon-See lebten.

## Die Landsäugetiere

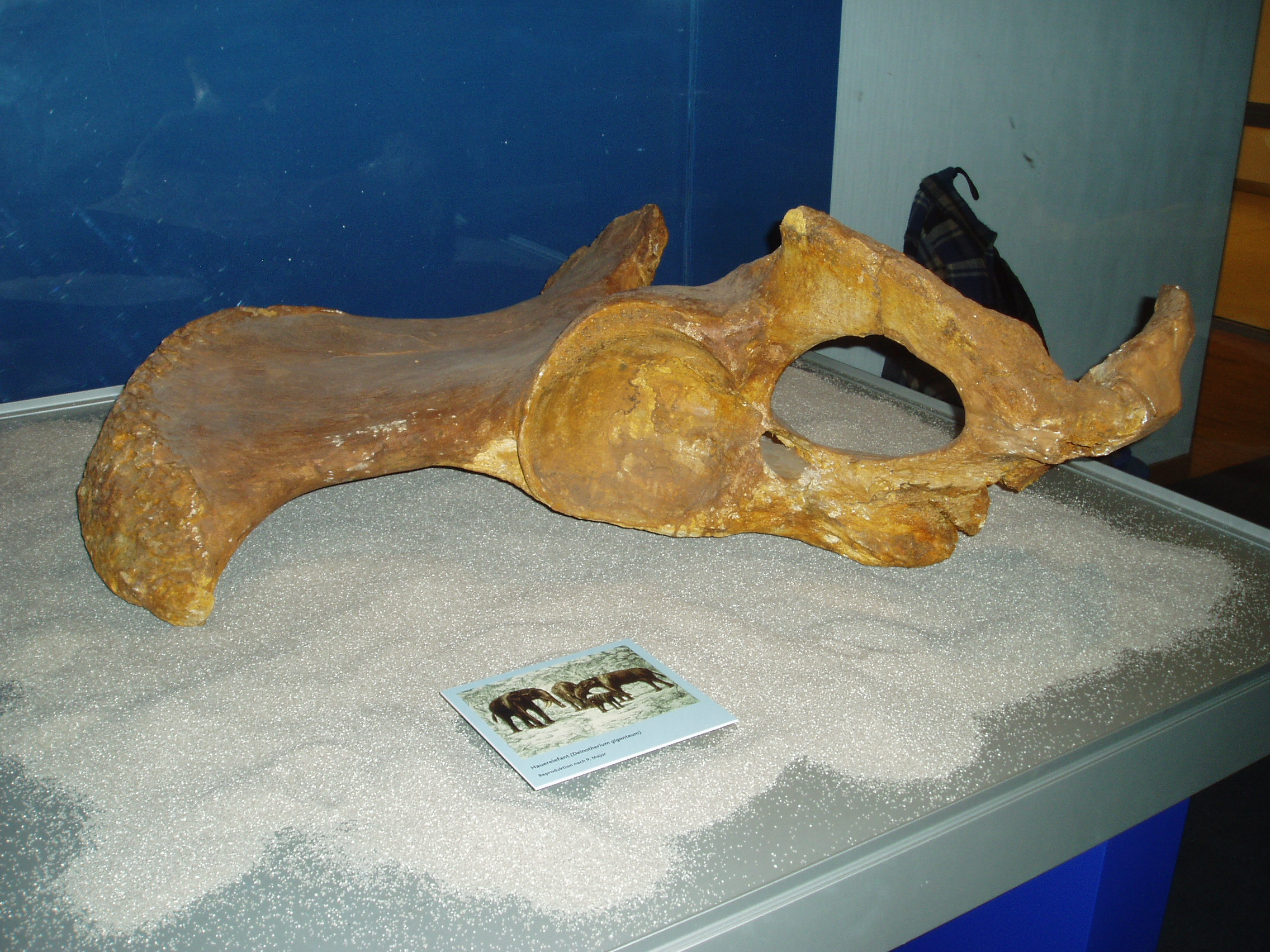
Hüftknochen eines Hauerelefanten

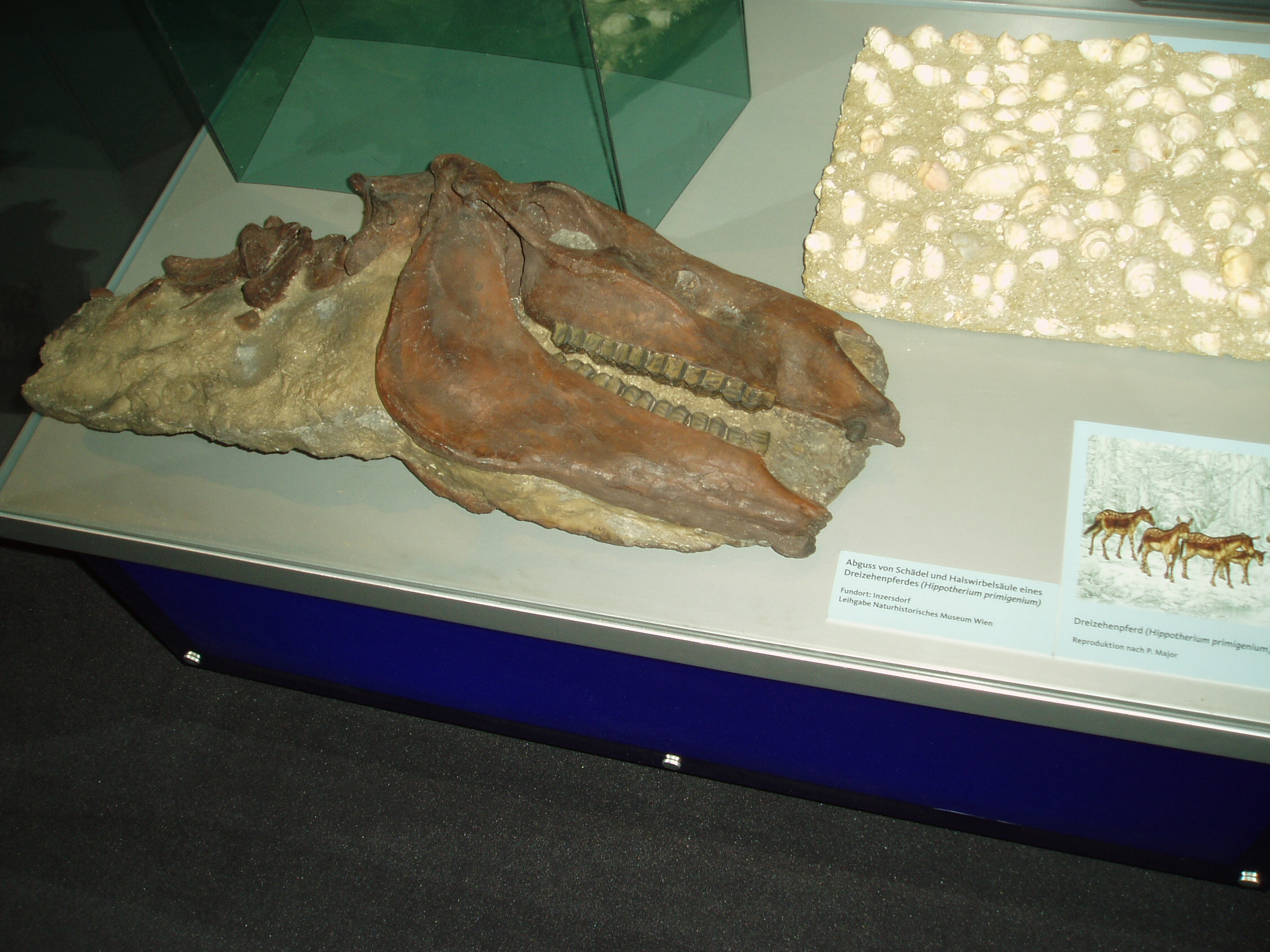
Dreizehenpferd aus Inzersdorf im Wiener Becken

Mit dem Zurückweichen des Meeres enthalten die Sedimente zunehmend Fossilien von Landsäugetieren.
Das Alpenvorland war von Flusslandschaften, u. a. der Urdonau, geprägt und beherbergte eine breitgefächerte Faunengesellschaft. In den ausgedehnten Wäldern am Ufer des Pannon-Sees wuchsen Weiden, Erlen, Ulmen, Ahorn und Eichen, aber auch Sumpfzypressen, Zelkovie, Flügelnuss und Amberbaum.
Der größte Bewohner der Auwälder war der „Hauerelefant“ Deinotherium. Die Säbelzahnkatze Sansanosmilus stellte Hirschferkeln, Muntjak-Hirschen, Krallentieren und den ponygroßen „Drei-Zehen-Pferden“ Hippotherium nach. Fünf winzige bis riesengroße Flughörnchenarten lebten in diesen Wäldern. Da heute noch lebende Flughörnchen keinen Winterschlaf halten und nur begrenzte Futtervorräte anlegen, lässt dies auf frostfreie Winter und auf ein regenreiches, warmes Klima schließen.
Um 9 mya begann sich der Pannon-See aus dem Wiener Becken zurückzuziehen. Aus den Wäldern an den Süßwasserseen und -tümpeln sind bei Neufeld und Zillingdorf mächtige Braunkohlelagerstätten überliefert.

## Quelle
- Materialien der Sonderausstellung Meeresstrand am Alpenrand, NÖ Landesmuseum in Sankt Pölten, 2005.